# 1307 w literaturze
Wydarzenia literackie w 1307 roku.

## Urodzili się
- Einar Hafliðason, islandzki ksiądz i pisarz (zm. 1393)